# Seznamy mostů
Toto je přehled seznamů mostů na české Wikipedii:
- Seznam nejdelších mostů
  - Seznam nejdelších mostů v Česku
  - Seznam nejdelších mostů v Norsku
- Seznam obloukových mostů s největším rozpětím
- Seznam visutých mostů s největším rozpětím
- Seznam zavěšených mostů s největším rozpětím

## Podle místa
- Seznam mostů v Mostaru
- Seznam mostů na oregonském pobřeží
- Seznam mostů v Praze

## Podle řek
- Seznam mostů přes Vltavu
- Seznam mostů přes Labe v Čechách
- Seznam mostů přes Jizeru
- Seznam mostů přes Blanici